# Paradiso (Szwajcaria)
Paradiso (do 1929 Calprino, lmo. Paradìs) – miejscowość i gmina w południowej Szwajcarii, w kantonie Ticino, w okręgu (distretto) Lugano, siedziba administracyjna powiatu (circolo) Paradiso. Leży nad jeziorem Lago di Lugano.

## Demografia
W Paradiso mieszkają 4 522 osoby. W 2021 roku 58,3% populacji gminy stanowiły osoby urodzone poza Szwajcarią. 

## Transport
Przez teren gminy przebiega droga główna nr 2.